# 스릅스카 공화국의 대통령

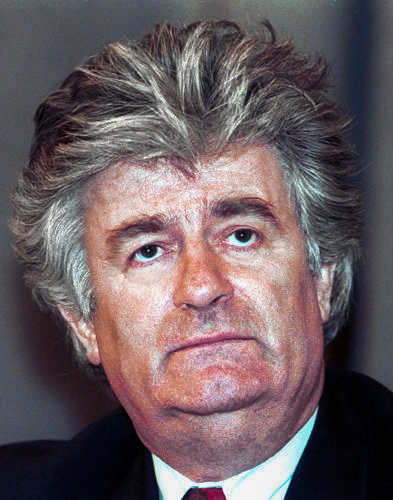
공화국 초대 대통령인 라도반 카라지치 (당시 가명은 드라간 다비치)

스릅스카 공화국의 대통령(세르보크로아트어: Предсједник Републике Српске/Predsjednik Republike Srpske)은 스릅스카 공화국을 통치하는 지도자이다.
역대 대통령은 다음과 같다.

## 역대 대통령
1. 라도반 카라지치(1992년~1996년)
2. 빌랴나 플라브시치(1996년~1998년)
3. 니콜라 포플라셴(1998년~1999년)
4. 미르코 샤로비치(2000년~2002년)
5. 드라간 차비치(2002년~2006년)
6. 밀란 옐리치(2006년~2007년)
7. 이고르 라도이치치(2007년)
8. 라이코 쿠즈마노비치(2007년~2010년)
9. 밀로라드 도디크 (2010년 ~ 2018년)
10. 젤리카 크비야노비치 (2018년 ~ 현직)

## 같이 보기
- 보스니아 헤르체고비나의 대통령